# Edward Stanley, II barone di Alderley
Edward John Stanley, II barone di Alderley (13 novembre 1802 – 16 giugno 1869), è stato un nobile e politico inglese.

## Biografia
Era il figlio di John Stanley, I barone di Alderley, e di sua moglie, Lady Maria Josepha Holroyd, figlia di John Holroyd, I conte di Sheffield.

## Carriera politica
Entrò nella Camera dei comuni come deputato Whig per Hindon nel 1831 ed è stato successivamente membro per North Cheshire (1832-1841 e 1847-1848). Servì sotto Lord Melbourne come Segretario Patrocinio al Tesoro (1835-1841), come sottosegretario di Stato per l'Interno (1841) e, come Ragioneria Generale (1841) e sotto Lord John Russell come sottosegretario di Stato per gli Affari Esteri (1846-1852). 
Prestò giuramento del Consiglio privato (1841-1848), due anni prima è succeduto alla baronia di Stanley, fu creato barone Eddisbury. Egli fu poi presidente del Board of Trade (1855-1858) e Postmaster General sotto Palmerston e Russell (1860-1866). Nel 1861 fondò la Post Office Savings Bank.

## Matrimonio
Sposò, il 7 ottobre 1826, Henrietta Maria Dillon-Lee (21 dicembre 1807-16 febbraio 1895), figlia di Henry Dillon-Lee, XIII visconte Dillon. Ebbero dieci figli:
- Henry Stanley, III barone di Alderley (1827-1903);
- Lady Alice Margaret (1828-1910), sposò Augustus Pitt Rivers, ebbero nove figli;
- Lady Henrietta Blanche (1830-1921), sposò David Ogilvy, X conte di Airlie, ebbero sei figli;
- Lady Maude Alethea (1832-1915);
- Cecilia (?-1839);
- John Constantine (1837-1878), sposò Susan Stewart-Mackenzie, ebbero due figlie;
- Edward Stanley, IV barone di Alderley (1839-1925);
- Algernon Charles (1843-1928), vescovo cattolico di Emmaus;
- Lady Katherine Louisa (1844-1874), sposò John Russell, visconte Amberley, ebbero tre figli;
- Lady Rosalind Frances (1845-1921), sposò George Howard, IX conte di Carlisle, ebbero undici figli.

## Morte
Morì il 16 giugno 1869.